# 경기경영고등학교
경기경영고등학교(京畿經營高等學校)는 대한민국 경기도 부천시 소사구 심곡본동에 있는 사립 고등학교이다.

## 학교 연혁
- 1978년 4월 29일 : 학교법인 계림학원 설립인가
- 1984년 6월 4일 : 설립자 김용창 초대 이사장 취임
- 1988년 1월 16일 : 정명여자상업고등학교 설립 인가(상업과 10학급)
- 1988년 3월 1일 : 초대 박극용 교장 취임
- 1988년 3월 9일 : 개교식, 제1회 입학식(560명 입학)
- 1999년 3월 1일 : 정명여자정보산업고등학교로 교명 변경(경영정보과 6학급, 정보처리과 6학급)
- 2001년 8월 31일 : 제과제빵실 1실 완공
- 2003년 9월 1일 : 정명여자정보고등학교로 교명 변경
- 2007년 3월 1일 : 정명정보고등학교로 교명 변경(남녀공학) 및 학과 개편(경영정보과 5학급, 정보처리과 3학급, e-비지니스과 4학급)
- 2017년 3월 2일 : 경기경영고등학교 교명 변경 및 학과개편(외식조리과 2학급, 뷰티미용과 2학급, 금융경영과 2학급, 회계경영과 2학급, 스마트콘텐츠과 3학급)
- 2019년 4월 17일 : 청소년 비즈쿨 일반학교 지정(중소벤처기업부)
- 2021년 3월 2일 : 특성화고 혁신지원 사업 운영
- 2021년 4월 8일 : 경기도지방기능경기대회 개최
- 2021년 9월 1일 : 제6대 이영희 교장 취임
- 2022년 12월 14일 : 급식소 완공, 대강당 및 체육관 리모델링 완공
- 2024년 1월 8일 : 제34회 졸업식(172명 졸업, 졸업생 누계 14,136명)

## 설치 학과
- 뷰티미용과
- 조리디저트과
- 패션코디네이터과
- 콘텐츠크리에이터과
- 웹툰크리에이터과

## 참고 자료
- 경기경영고등학교 - 한국교육학술정보원 학교알리미